# Matyas Szabo
 (novembre 2023).
Si vous disposez d'ouvrages ou d'articles de référence ou si vous connaissez des sites web de qualité traitant du thème abordé ici, merci de compléter l'article en donnant les références utiles à sa vérifiabilité et en les liant à la section « Notes et références ».
Matyas Szabo, né le 19 août 1991 à Brașov, est un escrimeur allemand, né roumain, membre de l'équipe d'Allemagne de sabre masculin championne du monde en 2014.
Il est le fils des escrimeurs roumains médaillés olympiques Reka Zsofia Lazăr-Szabo et Vilmoș Szabo qui est également l'entraîneur de l'équipe d'Allemagne.

## Carrière
Szabo débute l'escrime à l'âge de quatre ans et choisit l'arme de son père, le sabre. Ses premières compétitions internationales, il les dispute sous les couleurs de la Roumanie pour laquelle il remporte une médaille d'argent aux championnats d'Europe cadets en 2008, battu en finale par Nikolász Iliász. Cependant, né et résidant en Allemagne, parlant allemand et hongrois car originaire de la minorité Hongroise de Roumanie mais ne parlant pas roumain, Szabo choisit à sa majorité, en 2009, la nationalité allemande. Sous ses nouvelles couleurs il est d'abord médaillé d'or aux championnats d'Europe et aux championnats du monde junior en 2010, puis l'année suivante devient double champion du monde juniors (individuel et par équipes), performance qui lui vaut le titre honorifique de meilleur jeune athlète d'Allemagne. 
En sénior, Szabo est directement intégré à l'équipe d'Allemagne avec laquelle il décroche la médaille de bronze des championnats d'Europe 2012 à Legnano, battu par la Roumanie en demi-finales mais victorieux contre l'Italie en petite finale. Sa carrière franchit un nouveau palier lors de la coupe du monde d'escrime 2012-2013 et son titre au tournoi de Chicago couronnée par une victoire de prestige contre le champion olympique Áron Szilágyi. Les principaux championnats internationaux, cependant, ne lui réussissent guère et il ne dépasse pas le second tour des championnats d'Europe et du monde de 2012 à 2014. C'est par équipes que son palmarès se construit donc avec une nouvelle médaille de bronze européenne aux championnats d'Europe 2014 à Strasbourg, obtenue contre la Biélorussie. Aux championnats du monde, l'Allemagne défait la Russie et les champions olympiques Coréens pour décrocher le premier titre mondial par équipes de son histoire.
Sélectionné aux Jeux olympiques de 2016 il perd en quart de finale face à Daryl Homer sur le score de 12 à 15. En 2018, il est finaliste en individuel de la coupe du monde de Varsovie, puis monte avec l'équipe d'Allemagne sur la troisième marche du podium des championnats d'Europe à Novi Sad. Il renoue avec l'or par équipe lors des championnats d'Europe 2019 à Düsseldorf.
Le 9 décembre 2023, il est vainqueur de l'épreuve de coupe du monde d'Orléans, battant en finale sur le score de 15 à 10 le Français Maxime Pianfetti. Il s'agit de sa seconde victoire sur le circuit (la première ayant eu lieu dix ans plus tôt à Chicago), la première en Grand Prix.

## Palmarès
- Championnats du monde d'escrime
  -  Médaille d'or par équipes aux championnats du monde d'escrime 2014 à Kazan
  -  Médaille de bronze par équipes aux championnats du monde d'escrime 2015 à Moscou

- Championnats d'Europe d'escrime
  -  Médaille d'or par équipes aux championnats d'Europe d'escrime 2015 à Budapest
  -  Médaille d'or par équipes aux championnats d'Europe d'escrime 2019 à Düsseldorf
  -  Médaille de bronze par équipes aux championnats d'Europe d'escrime 2012 à Legnano
  -  Médaille de bronze par équipes aux championnats d'Europe d'escrime 2014 à Strasbourg
  -  Médaille de bronze par équipes aux championnats d'Europe d'escrime 2018 à Novi Sad
  -  Médaille de bronze au sabre par équipes en 2023  à Cracovie (dans le cadre des Jeux européens de 2023)

## Classement en fin de saison
| Année | 2009 | 2010 | 2011 | 2012 | 2013 | 2014 | 2015 | 2016 | 2017 | 2018 | 2019 | 2020 | 2021 | 2022 | 2023 |
| ----- | ---- | ---- | ---- | ---- | ---- | ---- | ---- | ---- | ---- | ---- | ---- | ---- | ---- | ---- | ---- |
| Rang  | 269  | 136  | 109  | 55   | 17   | 26   | 15   | 18   | 26   | 21   | 36   | 41   | 20   | 15   | 6    |